# Paradis criminel
Paradis criminel est une mini-série française de 2009 en deux épisodes de 95 minutes réalisée par Serge Meynard et diffusée le 22 août 2012 sur France 2.

## Synopsis
Dans la petite ville de Laydène, deux adolescents sont retrouvés dans la forêt après avoir été agressés. Le jeune homme a succombé à ses blessures, la jeune fille est dans le coma. L'étrange Tom Porteur mène l'enquête.

## Fiche technique
- Réalisateur : Serge Meynard
- Scénaristes : Chantal Pelletier et Serge Meynard
- Producteurs : Sandra d'Aboville, Paul Flach, Télé Images
- Producteur délégué : Ilya Claisse

## Distribution
- Quentin Baillot : Tom Porteur
- Jemima West : Louisa
- Samuel Labarthe : Gary Lemercier
- Marie-France Pisier : Anne Lemercier
- Thomas Jouannet : François Roussel
- Julie-Anne Roth : Marion Roussel
- Éric Poulain : Antoine Gaudin
- Jean-Pierre Lorit : Michel Tocqueville
- Carole Franck : Hilda Tocqueville
- Joy Esther : Virginie
- Pierre Boulanger : Lubin

## Distinction
- Festival de la fiction TV de La Rochelle 2009 : Meilleure mini-série de prime-time[1]